# یوستریش
یوستریش (انگلیسی: Yustrich; ۲۸ سپتامبر ۱۹۱۷ – ۱۵ فوریهٔ ۱۹۹۰) با نام اصلی دوریوال کنیپل بازیکن و مربی فوتبال آلمانی‌تبار اهل برزیل بود.
از باشگاه‌هایی که در آن بازی کرده است می‌توان به باشگاه فوتبال آمریکا (ریو دو ژانیرو)، باشگاه فوتبال فلامینگو، و باشگاه ورزشی واسکو دوگاما اشاره کرد.